# 桃應
桃應（？—？），姓苑，桃氏，名應。戰國時人，孟子弟子。

## 生平
桃應曾問孟子，古時舜在位、皋陶為刑官時，如果瞽叟殺了人，該怎麼辦呢？孟子說應該依法拘拿。桃應又問，難道舜不阻止嗎？孟子說，法律是有所傳受的準則，舜作為天子也無法阻止。桃應接著問，那舜應該怎麼辦？孟子回答，放棄天下對舜來說跟丟棄破鞋沒什麼差別，所以他只能背著瞽叟逃到海濱，過著歡快的日子，慢慢忘卻天子之事。
《孟子外書》記載，桃應曾向孟子問齊國攻打趙國之事，孟子說為將之心為不嗜殺，為將之才為不爭功，為將之道為與士卒同甘共苦。

## 稱號
- 北宋政和五年（1115年）：膠水伯
- 明朝萬曆三十九年（1611年）：先儒桃氏